# 北九州市立すがお小学校
北九州市立すがお小学校（きたきゅうしゅうしりつ すがおしょうがっこう）は、福岡県北九州市小倉南区大字山本にある公立小学校。

## 沿革
- 2008年（平成20年）4月 - 山本小学校と道原小学校を統合し、開校。校舎は、山本小学校の施設を継続使用。
- 2009年（平成21年） - 井上文庫を開設。
- 2010年（平成22年） - 大規模改修工事。
- 2011年（平成23年） - 放課後児童クラブを開設。
- 2016年（平成28年） - やまびこ学級新設。
- 2017年（平成29年） - 創立10周年記念式典を挙行し、希望の井戸がPTAより寄贈される。

## 学区
出典
- 大字高津尾
- 大字合馬（2015番地・2024番地～2029番地）
- 大字山本
- 大字志井（970番地～987番地・995番地1号）
- 大字春吉
- 大字頂吉
- 大字道原
- 大字徳吉（一部）

## 周辺
- 福岡県道258号呼野道原徳吉線
- 山本自治会館
- 山本公園
- 紫川
- 西恩寺
- 九州自動車道

## 交通アクセス
- おでかけ交通「合馬・道原」線「山本小学校前」バス停下車。
- 九州自動車道小倉南ICから、車で約1.9km・約4分。